# Stella variabile

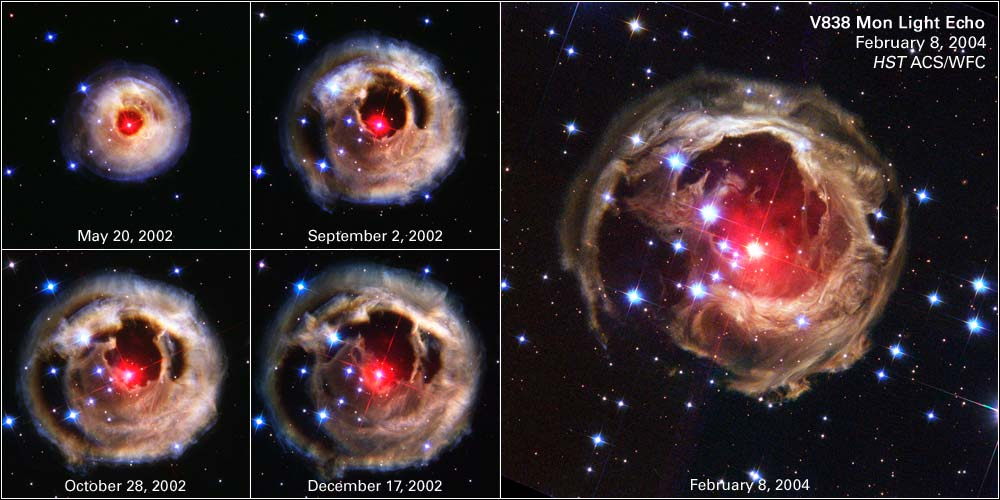
L'immagine mostra l'espansione dell'eco luminosa della stella variabile di tipo esplosivo V838 Monocerotis.

Una stella variabile è una stella la cui luminosità apparente cambia nel tempo. Esse possono presentare variazioni che vanno da pochi millesimi di magnitudine a venti magnitudini in periodi che vanno da frazioni di secondo ad anni. La variazione può essere causata sia da un effettivo cambiamento nella luminosità emessa, sia da un cambiamento nel quantitativo di radiazione che raggiunge la Terra; di conseguenza, le stelle variabili si dividono in:
- Variabili intrinseche la cui luminosità cambia realmente, per esempio a causa di cambiamenti nelle dimensioni dell'astro.
- Variabili estrinseche il cui apparente cambiamento di luminosità è dovuto al diverso quantitativo di radiazione che raggiunge la Terra, per esempio a causa di una compagna che orbita intorno all'astro e che talvolta lo eclissa.

Molte stelle, forse la maggior parte di esse, cambiano luminosità nel tempo. Il Sole non fa eccezione: la sua luminosità varia dello 0,1% durante il suo undecennale ciclo.

## Scoperta

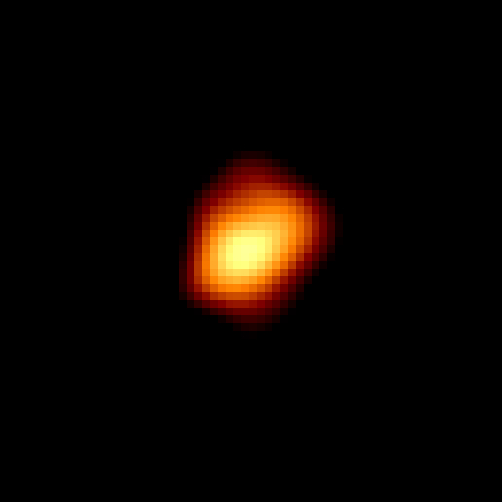
La stella Mira, la prima variabile ad essere stata scoperta, osservata dal telescopio spaziale Hubble.

La prima stella variabile ad essere riconosciuta come tale fu ο Ceti (poi chiamata Mira): nel 1638 Johannes Holwarda notò che essa variava la propria luminosità con un periodo di 11 mesi. La stella era stata precedentemente descritta come nova da David Fabricius nel 1596. La scoperta della variabilità di ο Ceti e le supernovae osservate nel 1572 e nel 1604 convinsero gli astronomi che il cielo stellato non fosse qualcosa di eternamente invariabile, come avevano creduto Aristotele e altri antichi filosofi, e contribuirono alla rivoluzione delle conoscenze astronomiche dei secoli XVI e XVII.
La seconda stella variabile a essere scoperta fu la variabile a eclisse Algol, osservata da Geminiano Montanari nel 1669; John Goodricke diede la corretta spiegazione della sua variabilità nel 1784. χ Cygni fu identificata come variabile da G. Kirch nel 1686, quindi fu la volta di R Hydrae nel 1704 per merito di G. D. Maraldi. Nel 1786 erano conosciute 12 variabili, fra cui δ Cephei e β Lyrae, scoperte da John Goodricke nel 1784. Dal 1850 il numero di variabili conosciute ha cominciato a crescere più rapidamente e il ritmo delle scoperte è ulteriormente aumentato dopo il 1890, quando cominciò ad essere possibile identificare le variabili per mezzo della fotografia.
L'ultima edizione del General Catalogue of Variable Stars cataloga circa 46 000 stelle variabili della nostra galassia, circa 10 000 appartenenti ad altre galassie e più di 10 000 sospette variabili.

## L'osservazione delle stelle variabili
Le stelle variabili sono generalmente analizzate utilizzando tecniche fotometriche, spettrofotometriche e spettroscopiche. Le misurazioni dei loro cambiamenti fotometrici possono essere utilizzate per tracciare il grafico della curva di luce, che mostra l'andamento della quantità di radiazione emessa dalla stella nel tempo. La curva di luce permette di stabilire per le variabili regolari, il periodo delle variazioni e la loro ampiezza; tuttavia per molte stelle queste quantità possono variare lentamente nel tempo o perfino da un periodo all'altro. I picchi di luminosità sono conosciuti come massimi, mentre gli avvallamenti nella curva sono chiamati minimi.

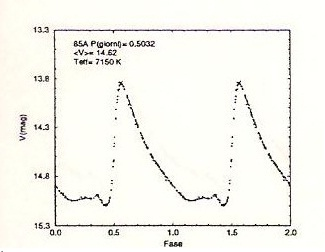
Curva di luce di una stella variabile.

Dalla curva di luce è possibile derivare le seguenti informazioni:
- l'esistenza o meno di una periodicità o di una semiperiodicità nelle variazioni
- quale è il periodo della fluttuazione nel caso in cui la variazione sia periodica
- quale è la forma della curva, cioè se è simmetrica o meno, se è angolare o smussata, se ogni ciclo ha uno o più minimi, ecc.

Invece, dallo spettro è possibile derivare le seguenti informazioni:
- quale è la temperatura superficiale della stella e la sua classificazione
- se è una stella singola o una stella binaria (è infatti solitamente possibile separare lo spettro delle due componenti, se la stella è binaria)
- se lo spettro cambia nel tempo (per esempio, la temperatura superficiale della stella può variare nel tempo in modo periodico)
- se i cambiamenti di brillantezza si verificano solo in regioni particolari dello spettro (per esempio, possono verificarsi grandi variazioni di luminosità nella banda del visibile, ma quasi nessuna variazione nell'infrarosso)
- se lo spettro è spostato verso il rosso o verso il blu a causa del periodico espandersi e comprimersi della stella o a causa della sua rotazione o a causa della presenza di gas in espansione nei dintorni dell'astro
- lo spettro può rivelare la presenza di forti campi magnetici
- la presenza nello spettro di anormali linee di assorbimento o emissione può indicare che la stella ha un'atmosfera particolarmente calda oppure che è circondata da nuvole di gas

Combinando le informazioni che derivano dalle curve di luce con quelle che derivano dagli spettri è possibile fare delle ipotesi sulle cause dei cambiamenti di luminosità che avvengono nelle variabili. Ad esempio, se si osserva che lo spettro della stella si muove verso il rosso e verso il blu con la stessa frequenza con cui avvengono i cambiamenti di luminosità, si può dedurre che la stella pulsi e che tali pulsazioni sono la causa della sua variabilità.
In casi molto rari è possibile ottenere immagini della superficie stellare che possono rivelare la presenza di macchie, causa di cambiamenti di luminosità.
Gli astronomi non professionisti possono dare un contributo importante allo studio delle stelle variabili, comparando la luminosità di una variabile con quella delle altre stelle che si trovano nello stesso campo telescopico e che sono state riconosciute come non variabili. Stimando le variazioni di luminosità nel tempo, è possibile costruire la curva di luce della variabile. L'American Association of Variable Star Observers (AAVSO) raccoglie le osservazioni degli astronomi non professionisti sulle stelle variabili e le mette a disposizione della comunità scientifica.

## Nomenclatura delle stelle variabili
Alle prime stelle variabili scoperte in una costellazione vengono assegnate le lettere dalla R alla Z, per esempio R Coronae Borealis. Questa nomenclatura è in vigore da quando Friedrich W. Argelander (1799-1875) assegnò a una stella variabile ancora senza nome la lettera R, la prima lettera non ancora utilizzata della nomenclatura di Bayer nella sua costellazione. Le lettere da RR a RZ, da SS a SZ, da TS a TZ e così via fino a ZZ vengono utilizzate per le variabili scoperte successivamente, ad esempio RR Lyrae. Quindi si procede ad utilizzare le lettere da AA a AZ, da BB a BZ, e così via fino a QZ (omettendo la J). Se vengono esaurite queste 334 combinazioni, alle variabili successivamente scoperte vengono assegnate le sigle V335, V336, V337 e così via.

## Classificazione
Le stelle variabili possono essere divise in due grandi classi: le variabili intrinseche e le variabili estrinseche:
- Nelle variabili intrinseche la variabilità è causata da cambiamenti fisici della stella. Esse si dividono in tre sottogruppi principali:
  - Le variabili pulsanti, nelle quali il raggio si espande e contrae periodicamente.
  - Le variabili eruttive, che sperimentano brillamenti e espulsioni di massa.
  - Le variabili cataclismiche o esplosive, che vanno incontro a drammatici cambiamenti del loro stato fisico, come nel caso delle novae o delle supernovae.
- Nelle variabili estrinseche la variabilità non è causata da cambiamenti fisici della stella, ma da altri fattori, come le eclissi o la rotazione stellare. Si dividono in due sottogruppi principali:
  - Le variabili a eclissi, stelle binarie che, viste dalla Terra, si eclissano l'una con l'altra nel corso del loro moto orbitale.
  - Le variabili rotanti, nelle quali la variabilità è causata dalla rotazione della stella su sé stessa. Esempi sono le stelle che presentano estese macchie, che influiscono sulla luminosità dell'astro, oppure stelle che a causa dell'alta velocità di rotazione assumono forma ellissoidale.

Questi sottogruppi sono a loro volta divisibili in tipi più specifici, che vengono solitamente denominati a partire dal loro prototipo. Per esempio, le nove nane sono chiamate variabili U Geminorum, a partire dalla prima stella di questo tipo che è stata riconosciuta: U Geminorum.

## Stelle variabili intrinseche

La posizione di alcune variabili intrinseche nel diagramma H-R.

Come si è detto, i principali sottogruppi delle variabili intrinseche sono le variabili pulsanti, quelle eruttive e quelle cataclismatiche.

### Stelle pulsanti
Una stella pulsante è una stella che ritmicamente espande e diminuisce il suo raggio. La pulsazione avviene per lo più in periodi regolari, ma a volte in periodi semiregolari o, più raramente, in modo irregolare. Con la modificazione delle dimensioni del raggio cambiano solitamente anche la magnitudine e lo spettro della stella. I tipi di variabili pulsanti più importanti sono i seguenti:
- Le variabili cefeidi, che hanno periodi relativamente brevi (da giorni a mesi) e un ciclo di luminosità molto regolare.
- Le variabili a lungo periodo, il cui periodo è più lungo, nell'ordine di un anno, e meno regolare.
- Le stelle azzurre con spettro variabile, stelle di tipo O o B che presentano piccole variazioni di luminosità in periodi brevi.
- Le variabili RV Tauri, stelle supergiganti che con il cambiare della loro luminosità modificano la loro classe spettrale da F o G al loro massimo a K o M al loro minimo.
- Le variabili Alfa Cygni, supergiganti bianche, la cui luminosità varia di 0,1 magnitudini circa in molti periodi sovrapposti.
- Le nane bianche pulsanti, nane bianche la cui luminosità varia a causa della propagazione di onde gravitazionali.

#### Cefeidi ed altre stelle pulsanti
Questo gruppo di variabili comprende molti tipi di stelle pulsanti che si espandono e contraggono in modo regolare. Negli anni trenta Eddington scrisse le equazioni matematiche che descrivono le instabilità alla base delle pulsazioni stellari. Il più comune tipo di instabilità è relativa ai diversi gradi di ionizzazione del gas negli strati convettivi superficiali della stella. Si supponga che tali strati a causa della forza di gravità precipitino verso l'interno dell'astro; di conseguenza essi vengono compressi e si scaldano aumentando il grado di ionizzazione dei gas che li compongono. In seguito a ciò, essi divengono maggiormente opachi alla radiazione proveniente dall'interno della stella, che viene pertanto catturata dal gas, producendo un ulteriore aumento di temperatura. Quando questa raggiunge un certo livello, lo strato comincia ad espandersi facendola diminuire. Ciò a sua volta produce una diminuzione del grado di ionizzazione e, di conseguenza, di opacità del gas; ciò si traduce in un maggior rilascio della radiazione proveniente dall'interno della stella, con una conseguente ulteriore diminuzione della temperatura. A questo punto gli strati esterni sono nuovamente attirati verso il centro della stella dalla forza di gravità e il ciclo ricomincia. Questo meccanismo alla base delle pulsazioni viene chiamato "meccanismo κ".

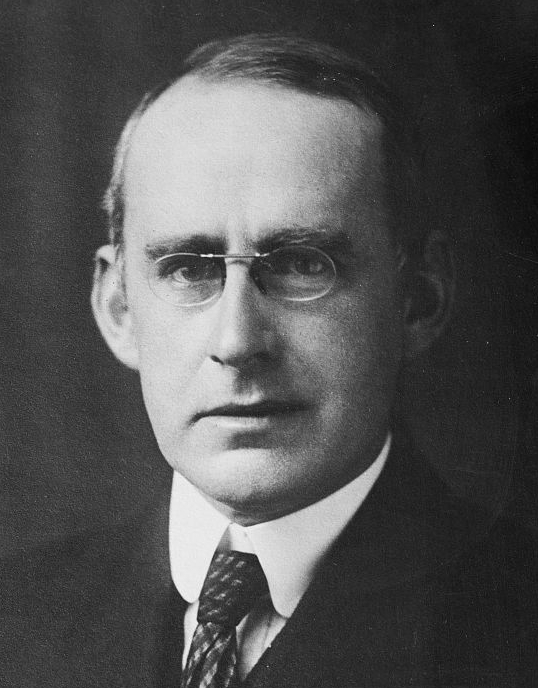
Arthur Stanley Eddington, lo scopritore del meccanismo κ.

Nelle cefeidi il meccanismo κ è prodotto dalla ionizzazione dell'elio. In una normale stella di classe A, F o G, l'elio è neutro nella fotosfera stellare. Poco al di sotto della fotosfera, a temperature di circa 25.000-30.000 K, inizia lo strato di elio II (elio monoionico), mentre la seconda ionizzazione dell'elio avviene a temperature di 35.000-50.000 K. L'elio III (doppiamente ionizzato) ha un'opacità maggiore dell'elio II. Quando la stella si contrae la temperatura dell'elio II si innalza e ciò provoca la perdita di un elettrone e la sua trasformazione in elio III. Data la sua maggiore opacità ciò produce un ulteriore aumento della temperatura. Quando in seguito a questo innalzamento della temperatura la stella si espande e si raffredda, l'elio III si ricombina in elio II che è più tenue otticamente e quindi si raffredda più rapidamente. Quando la stella si contrae nuovamente, la temperatura aumenta e l'elio II perde un elettrone ridiventando elio III e facendo ricominciare il ciclo.
Le cefeidi occupano nel diagramma H-R la cosiddetta striscia di instabilità, una porzione del diagramma che interseca la sequenza principale nella regione compresa tra le stelle di classe A e quelle di classe F (1-2 M☉) e si estende quasi verticalmente (lievemente inclinata a destra) verso le stelle più luminose.
Generalmente in ognuno dei sottogruppi delle cefeidi esiste una relazione fissa fra periodo della variazione e magnitudine assoluta della stella e fra periodo e densità media. La relazione periodo-luminosità delle cefeidi fu per la prima volta notata da Henrietta Swan Leavitt nel 1908.
Le cefeidi sono ulteriormente divisibili in sottogruppi. I più importanti sono: le variabili cefeidi classiche, le cefeidi di tipo II (o W Virginis), le variabili RR Lyrae, le variabili Delta Scuti e le variabili SX Phoenicis.
Le cefeidi classiche sono stelle giganti o supergiganti gialle di classe spettrale F6-K2 e di popolazione I  che pulsano in modo molto regolare con periodi che vanno dall'ordine dei giorni a quello dei mesi. Si tratta di stelle aventi una massa 4-20 volte quella solare e una luminosità fino a 100.000 volte quella del Sole.
Il 10 settembre 1784 Edward Pigott osservò per primo la variabilità di η Aquilae, la prima delle variabili cefeidi ad essere scoperta. Tuttavia il prototipo delle cefeidi classiche è δ Cephei, riconosciuta come variabile da John Goodricke qualche mese più tardi.

La posizione della striscia d'instabilità del diagramma H-R.

Le cefedi rivestono un'importanza fondamentale in astronomia perché sono utilizzate come candele standard. Infatti la loro luminosità assoluta è in relazione con il loro periodo di variazione, sebbene anche la metallicità della stella abbia un ruolo. In particolare, più lungo è il periodo di pulsazione, più luminosa è la stella. Una volta che si sia stabilita con una certa precisione questa relazione fra periodo e luminosità, dato il periodo di variazione della stella, si può ricavare la sua luminosità assoluta. Data questa e data la magnitudine apparente dell'astro, la sua distanza è facilmente calcolabile.
Le osservazioni delle variabili cefeidi hanno permesso di determinare le distanze fra le galassie all'interno del Gruppo Locale. Edwin Hubble le utilizzò per dimostrare che le cosiddette nebulose a spirale erano in realtà galassie situate al di fuori della Via Lattea.
La Stella Polare è una cefeide classica, anche se presenta alcune peculiarità rispetto alle stelle di questa classe.

##### Cefeidi di tipo II
Le cefeidi di tipo II hanno pulsazioni regolari e una relazione periodo-luminosità fissa, in modo simile alle variabili δ Cephei, tanto che inizialmente erano state confuse con queste ultime. Tuttavia esse si distinguono dalla cefeidi classiche in quanto, dato un certo periodo, esse risultano meno luminose di 1,6 magnitudini rispetto alle loro cugine. Il periodo delle loro variazioni è compreso fra 1 e 50 giorni. Le cefeidi di tipo II sono stelle di popolazione II, aventi di conseguenza una bassa metallicità, osservabili soprattutto nell'alone galattico e negli ammassi globulari. Come si è detto, invece, le cefeidi classiche sono stelle di popolazione I. Inoltre le cefeidi di tipo II hanno in genere una massa inferiore rispetto a quelle classiche, solitamente tra le 0,5 e le 0,6 M☉.
Le cefeidi di tipo II si dividono in sottogruppi a seconda del periodo e in particolare i sottogruppi più comuni sono le variabili BL Herculis (periodo compreso fra 1 e 4 giorni) e le variabili W Virginis (10–20 giorni). Le BL Her sono stelle che stanno fuoriuscendo dal ramo orizzontale delle giganti e che stanno espandendo il loro raggio e aumentando la loro luminosità. Esse stanno quindi sviluppando un nucleo degenere di carbonio e ossigeno e stanno cominciando a fondere l'elio e l'idrogeno in due gusci esterni al nucleo degenere. Le variabili W Vir sono stelle appartenenti al ramo asintotico delle giganti (AGB), che quindi hanno pienamente sviluppato un nucleo degenere di carbonio e ossigeno. Si trovano quindi in uno stadio evolutivo più avanzato rispetto alle variabili RR Lyrae, da cui si distinguono per il periodo più lungo. Anche le variabili RV Tauri vengono a volte classificate fra le cefeidi di tipo II, anche se presentano delle peculiarità non essendo del tutto regolari.

##### Variabili RR Lyrae
Si tratta di stelle simili alle cefeidi, ma meno luminose (circa 50 L☉). Sono stelle di massa medio-piccola (circa 0,7 M☉) e di popolazione II, molto povere di metalli, che sono uscite dalla sequenza principale e che si trovano nel ramo orizzontale delle giganti, ossia nella fase di fusione centrale dell'elio. Hanno periodi più brevi sia di quelli delle cefeidi classiche che di quelli delle cefeidi di tipo II (0,2-1,1 giorni) e la loro luminosità varia da 0,2 a 2 magnitudini. Esse sono molto comuni negli ammassi globulari, all'interno dei quali costituiscono il 90% delle stelle variabili.

##### Variabile Delta Scuti
Le variabili Delta Scuti (δ Sct) occupano la zona del diagramma H-R in cui la striscia di instabilità incrocia la sequenza principale. Esse sono pertanto stelle di sequenza principale o subgiganti (da cui deriva la loro denominazione di cefeidi nane). Hanno classe spettrale compresa fra F8 e A2 e masse comprese fra 1,5 e 2,5 M☉. Dato che non hanno ancora raggiunto lo stadio di gigante sono mediamente meno luminose delle cefeidi classiche e anche delle variabili RR Lyrae. Rispetto alle altre cefeidi i loro periodi sono più brevi (fra 0,03 e 0,3 giorni) con ampiezze che variano da 0,003 a 0,9 magnitudini. Si distinguono inoltre dalle altre cefeidi perché sovraimposte alla variazione principale, dovuta a pulsazioni radiali della stella, sono presenti anche variazioni secondarie, dovute a pulsazioni non radiali dell'astro.

##### Variabile SX Phoenicis

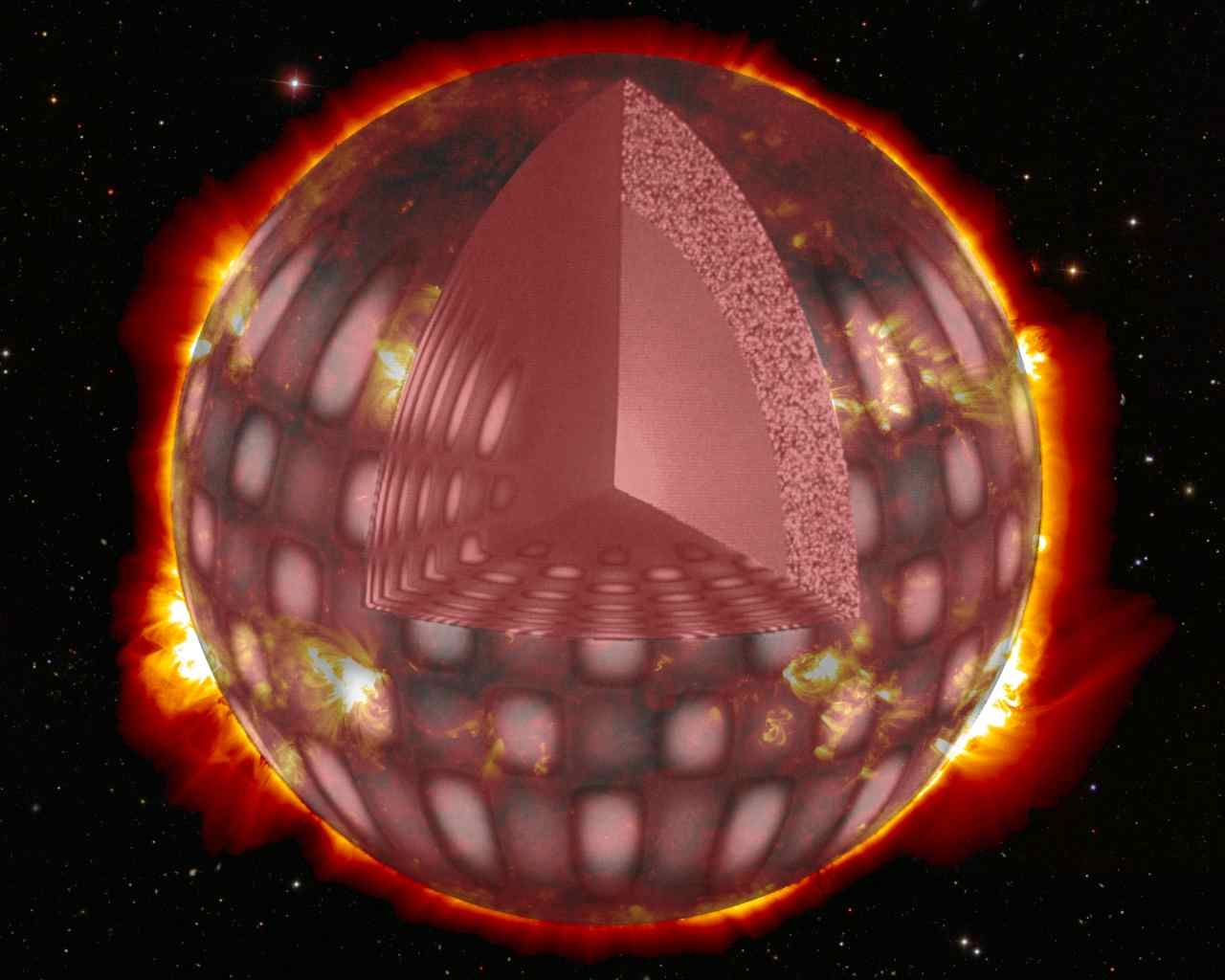
L'immagine illustra il propagarsi delle pulsazioni dall'interno verso l'esterno di una stella

Le variabili SX Phoenicis sono simili alle variabili δ Scuti, ma rispetto a queste ultime sono molto più povere di metalli, tanto da essere classificate come stelle subnane, che occupano una regione del diagramma H-R in corrispondenza della striscia di instabilità, ma disposta al di sotto della sequenza principale. Come le variabili RR Lyrae esse si trovano soprattutto negli ammassi globulari. Rispetto alle loro cugine δ Scuti presentano variazioni di luminosità meno ampie (fino a 0,7 magnitudini) e con periodi più brevi (0,7 - 1,9 ore).

#### Pulsanti di lungo periodo e semiregolari
Le variabili appartenenti a questo sottogruppo, al contrario delle cefeidi, non hanno periodi costanti. I loro periodi possono cambiare da ciclo a ciclo, anche in modo considerevole, oppure non è addirittura possibile individuare un periodo di alcun tipo. Le stelle appartenenti a questo sottogruppo sono giganti o supergiganti rosse e, quando presente, il loro periodo di variazione può andare da settimane a diversi anni.
Esse si dividono in ulteriori sottogruppi: le variabili Mira, le variabili semiregolari e le variabili irregolari lente.

##### Pulsanti Mira
Si tratta di giganti rosse, appartenenti alle classi spettrali M, C e S, giunte a uno stadio molto avanzato della loro evoluzione. Si tratta di stelle molto più luminose del Sole (3000 - 4000 L☉) e molto più grandi (200 - 300 R☉ di raggio), aventi massa media (1 - 1,5 M☉) e appartenenti al ramo asintotico delle giganti, che presentano variazioni molto ampie di luminosità (da 2,5 a 11 magnitudini, cioè nel passare dal minimo al massimo esse incrementano la loro luminosità da 10 a 20.000 volte) in periodi di 80 - 1000 giorni. A causa della loro instabilità, le variabili Mira perdono grandi quantità di massa (10−7 - 10−6 M☉ per anno), che causano la formazione di nubi di gas nei loro immediati dintorni.
Le pulsazioni che interessano le variabili Mira sono in genere abbastanza regolari, con periodi che variano di poco da un ciclo all'altro. Tuttavia alcune di esse sperimentano variazioni consistenti nell'arco di tempo di alcuni anni o decenni, tanto da cessare in alcuni casi di essere variabili di tipo Mira. Il meccanismo che sta alla base delle pulsazioni di queste variabili non è stato ancora ben compreso, al contrario di quello delle cefeidi. Si pensa che le pulsazioni regolari siano il risultato dell'opacità di un qualche strato esterno dell'astro, mentre le variazioni su larga scala dovrebbero dipendere da cambiamenti radicali della struttura profonda della stella, quali l'innesco di strati di idrogeno nelle regioni appena superiori al nucleo stellare.

##### Pulsanti semiregolari
Le variabili semiregolari sono stelle giganti o supergiganti appartenenti alle classi spettrali intermedie che esibiscono una considerevole periodicità nei loro cambiamenti di luminosità, accompagnata o a volte interrotta da varie irregolarità. I periodi vanno da 2 a 2000 giorni, mentre la forma della curva di luce può essere abbastanza differente da ciclo a ciclo. L'ampiezza della variazione può variare da pochi centesimi di magnitudine a parecchie magnitudini, ma è solitamente di 1 o 2 magnitudini nella banda del visibile. Un esempio di variabile semiregolare è Betelgeuse, la cui magnitudine apparente varia da 0,2 a 1,2.

##### Pulsanti irregolari lente
Si tratta di solito di giganti o supergiganti di classe K, M, S o C che non esibiscono alcuna periodicità evidente o al massimo una periodicità che appare solo occasionalmente. In realtà si tratta spesso di stelle non ancora molto studiate e che sono in realtà semiregolari o addirittura regolari, ma il cui periodo non è stato ancora individuato.

#### Stelle azzurre (O e B) con spettro variabile
Si tratta di stelle spesso giganti o supergiganti, appartenenti alle prime classi spettrali (O oppure B), che presentano piccole variazioni di luminosità in periodi brevi.
I due sottogruppi principali di questo tipo di variabili sono le variabili Beta Cephei e le variabili PV Telescopii.

##### Pulsanti Beta Cephei
Le pulsanti Beta Cephei (β Cep), chiamate anche, specialmente in Europa, pulsanti Beta Canis Majoris, sono stelle di tipo spettrale B0-B2 III-V, che possiedono masse comprese fra le 10 e le 20 M⊙ e che nel diagramma H-R si collocano leggermente al di sopra della sequenza principale, con magnitudine assoluta compresa tra −3 e −5; il punto di massima luminosità di una stella pulsante β Cephei corrisponde approssimativamente alla massima contrazione della stella. Tipicamente le variabili β Cephei subiscono delle variazioni di luminosità di alcuni centesimi di magnitudine con periodi da 0,1 a 0,3 giorni. Molte di esse presentano parecchi periodi sovrapposti.

La stella, prototipo delle variabili.

Queste stelle non vanno confuse con le cefeidi, che invece prendono il loro nome da δ Cephei. Tuttavia, benché le due classi di stelle pulsanti siano differenti, i meccanismi che presiedono alla loro pulsazione sono in parte simili. Se la pulsazione delle cefeidi è dovuta alla doppia ionizzazione dell'elio, la pulsazione delle stelle β Cephei sembra essere dovuta alla presenza di ferro negli strati superficiali di tali stelle e alla sua notevole opacità intorno a temperature di 100.000-200.000 K. Le pulsazioni sarebbero quindi dovute al meccanismo κ con il coinvolgimento del ferro. La maggiore o minore presenza di ferro determinerebbe se una stella massiccia è destinata a diventare una Beta Cephei o meno.
La parte del diagramma H-R che sovrasta la sequenza principale in corrispondenza delle prime sottoclassi della classe B viene chiamata striscia di instabilità delle β Cephei. Si tratta della stessa zona in cui giacciono anche le stelle Be e probabilmente il fenomeno delle β Cephei e quello delle stelle Be sono collegati.

##### Pulsanti PV Telescopii
Sono supergiganti di classe spettrale Bp che, rispetto ad altre stelle di tipo B, presentano una carenza di idrogeno, mentre l'elio e il carbonio sono più abbondanti della norma. Esibiscono cambiamenti di luminosità aventi un'ampiezza di circa 0,1 magnitudini in periodi di 0,1 - 1 giorni.

#### Pulsanti RV Tauri
Sono giganti o supergiganti gialle che alternano due periodi sovrapposti, il principale dei quali dovrebbe essere la frequenza fondamentale, mentre il secondario dovrebbe essere il primo ipertono. Quando sono al massimo della luminosità diventano di classe spettrale F o G, mentre al minimo sono di classe K o M. Fra due minimi primari passano 30 - 150 giorni, mentre l'ampiezza delle variazioni è di circa 1 o 2 magnitudini, anche se in certi casi è superiore a 3 magnitudini. Sono solo in parte regolari perché il periodo principale e quello secondario possono scambiarsi in modo graduale oppure improvvisamente; inoltre presentano episodi di comportamento caotico e completamente irregolare.
Si tratta di stelle in avanzato stato evolutivo, appartenenti o al ramo asintotico delle giganti o a una fase addirittura successiva, sono cioè a volte oggetti post-AGB. È stato ipotizzato che la maggioranza di loro siano binarie circondate da un disco di polveri. A volte vengono considerate una sottoclasse peculiare delle cefeidi di tipo II.

#### Variabili Alfa Cygni
Si tratta usualmente di supergiganti di classe spettrale Aep o Bep, la cui luminosità varia di 0,1 magnitudini. Esse presentano molti cicli di variabilità sovrapposti, con periodi che vanno da alcuni giorni a molte settimane. Si pensa che la loro variabilità sia dovuta a pulsazioni non radiali della superficie stellare. Si tratta di variabili difficili da studiare dato che presentano piccole variazioni con periodi abbastanza lunghi.

#### Nane bianche pulsanti
Una nana bianca pulsante è una nana bianca la cui luminosità varia a causa delle pulsazioni delle sue onde di gravità non-radiali. Questi astri hanno corti periodi che variano da qualche centinaio a qualche migliaio di secondi e fluttuazioni di luminosità nell'ordine delle 0,001 - 0,2 magnitudini. Spesso presentano molti periodi sovrapposti. In genere le pulsazioni sono stabili, ma a volte compaiono delle instabilità della durata di qualche ora durante le quali i periodi sono irregolari. Probabilmente esse sono dovute all'interazione dei diversi periodi di variazione. Le nane bianche pulsanti si dividono in parecchi sottogruppi determinati dagli elementi dominanti nelle loro atmosfere. Nelle ZZ Ceti, o nane bianche di tipo spettrale DAV, l'elemento dominante è l'idrogeno. Invece nelle nane bianche DVB o V777 Her l'elemento dominante è l'elio. Infine nelle variabili GW Vir l'atmosfera è dominata da elio, carbonio e ossigeno; esse sono talvolta suddivise nei sottotipi DOV e PNNV.

### Stelle eruttive

Animazione del super-brillamento avvenuto nel 2000 nel sistema stellare di XZ Tauri, formato da due variabili eruttive T Tauri.

Le variabili eruttive sono stelle che variano la loro luminosità a causa di violenti processi e brillamenti che hanno luogo nelle loro cromosfere o nelle loro corone. Tale variazione di luminosità è legata a un'eruzione, cioè una forte dilatazione, che, se di particolare entità, può provocare la liberazione degli strati più esterni della stella, nello spazio circostante.
La classe delle variabili eruttive è molto eterogenea in quanto le eruzioni sono originate da molteplici meccanismi, fra loro molto differenti. Un modo per classificarle è distinguere la fase evolutiva nella quale la stella si trova. Possiamo quindi suddividere la classe delle variabili eruttive in:
- stelle eruttive pre-sequenza principale
- stelle eruttive di sequenza principale
- stelle eruttive giganti e supergiganti

Infine esistono stelle binarie eruttive la cui attività è causata dall'essere binarie strette. Questi sistemi stellari vengono raccolti in una classe apposita:
- stelle eruttive binarie

#### Eruttive pre-sequenza principale
Le stelle pre-sequenza principale sono oggetti nella fase di formazione stellare, che non hanno ancora completato il processo che porta la nube molecolare a diventare una vera e propria stella. La maggior parte di essi esibiscono fenomeni di variabilità. I due sottogruppi principali di questo tipo di variabili sono: le stelle Ae/Be di Herbig, le variabili Orione.

##### Stelle Ae/Be di Herbig
Si tratta di stelle di pre-sequenza principale medio-grandi (2 - 8 M☉) di tipo spettrale A o B, che ancora non fondono l'idrogeno nei loro nuclei, collocate nel diagramma H-R alla destra della sequenza principale. Presentano un eccesso di radiazione infrarossa, dovuto alla presenza di inviluppi di gas o di dischi protoplanetari. Le stelle Ae/Be di Herbig esibiscono talvolta una spiccata variabilità che si pensa sia dovuta alla presenza di addensamenti o di planetesimi nel disco circumstellare. L'ampiezza delle variazioni si aggira intorno a una magnitudine. Durante i minimi, la radiazione proveniente dalla stella diventa più blu a causa della polarizzazione a cui viene sottoposta (si tratta dello stesso fenomeno che fa apparire il cielo terrestre blu).

##### Variabili Orione
Si tratta di stelle di pre-sequenza principale medio-piccole (< 2 M☉), immerse all'interno di nebulose diffuse, che presentano fenomeni di variabilità irregolari dell'escursione di 3-6 magnitudini. Si dividono a loro volta in due sottoclassi: le stelle T Tauri (compreso il sottogruppo delle EX Lupi o EXor) e le FU Orionis (o FUor).

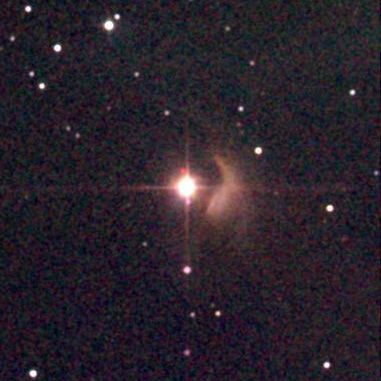
T Tauri, prototipo dell'omonima classe di stelle pre-sequenza principale. Si noti la nebulosa che circonda la stella.

- Le stelle T Tauri sono riconoscibili per via del fatto che presentano emissioni da parte del litio, metallo solitamente distrutto dalle alte temperature dei nuclei delle stelle di sequenza principale, la cui presenza è quindi segno della giovinezza della stella[56]. La variabilità delle T Tauri si aggira solitamente intorno alle 3 magnitudini ed è irregolare e imprevedibile. Anche se non si conosce con precisione il meccanismo alla sua base, si pensa che essa sia dovuta a instabilità nel disco circumstellare, ad attività violente nell'atmosfera stellare o al movimento di nuvole di polvere e gas nella nebulosità circostante[57].
- Le stelle FU Orionis esibiscono i fenomeni di variabilità più violenti fra quelli delle variabili eruttive di pre-sequenza principale. La loro ampiezza può arrivare infatti a 6 magnitudini. Il brillamento è probabilmente determinato dall'instabilità termica della porzione più interna del disco circumstellare, che innalzando la propria temperatura ionizza l'idrogeno di cui è composto. La sua durata è legata alla viscosità di questa regione ionizzata. L'eruzione comincia a declinare quando la parte più interna del disco ricade sulla stella centrale, facendo scendere la temperatura e permettendo all'idrogeno di ricombinarsi. A questo punto altro gas proveniente dalle regioni più esterne del disco ricomincia ad accumularsi nella porzione centrale, sicché quando la massa raggiunge un valore critico, la temperatura aumenta a un livello sufficiente per causare la ionizzazione dell'idrogeno e far ricominciare il ciclo. È possibile che le variabili FU Orionis non siano altro che uno stadio nell'evoluzione delle T Tauri e che le T Tauri vadano incontro a più episodi FU Orionis nell'arco della loro evoluzione[58].

#### Eruttive di sequenza principale
Le stelle di sequenza principale non presentano per lo più variabilità di tipo eruttivo. Tuttavia essa è comune fra le stelle di sequenza principale meno massicce (di classe spettrale K e M), che sono soggette a brillamenti.

##### Stelle a brillamento
Le stelle a brillamento, conosciute anche come variabili UV Ceti, sono deboli stelle di sequenza principale di classe spettrale K o M che talvolta esibiscono incrementi di luminosità compresi fra qualche decimo di magnitudine e le sei magnitudini. Sebbene l'incremento avvenga su tutte le lunghezze d'onda, esso è particolarmente accentuato nell'ultravioletto. Il massimo viene raggiunto dopo alcune decine di secondi dall'inizio del brillamento; la stella ritorna poi alla sua luminosità usuale in poche decine di minuti. L'intervallo fra un brillamento e l'altro può variare da qualche ora a qualche giorno.

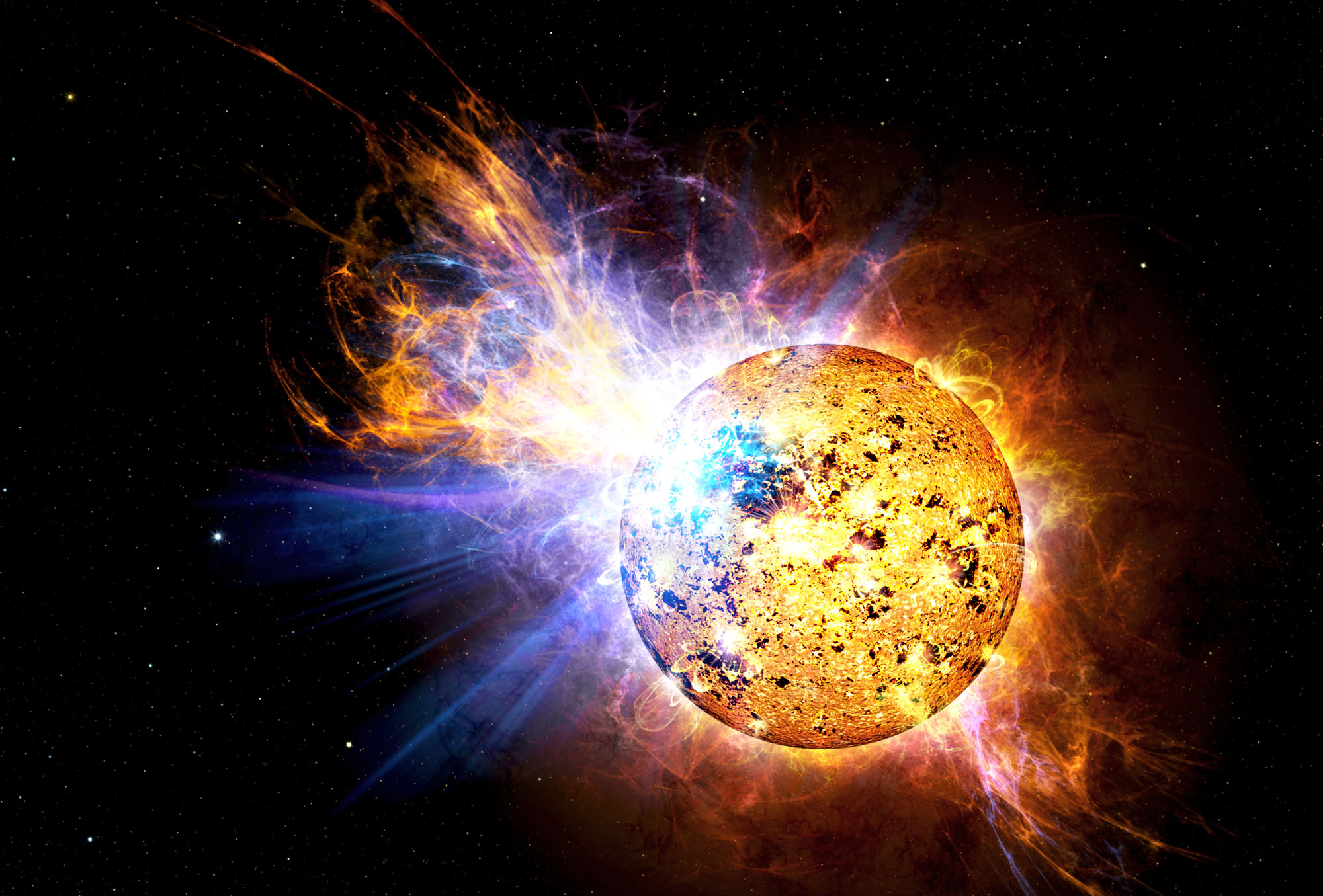
Rappresentazione artistica di EV Lacertae, una stella a brillamento nella costellazione della Lucertola.

Le variabili UV Ceti hanno masse comprese fra 0,1 e 0,6 M☉. Molte di loro fanno parte di giovani associazioni stellari e molte sono stelle binarie, anche se esistono stelle a brillamento vecchie e singole. Si pensa che i brillamenti siano molto simili a quelli che accadono nel Sole e siano legati alla riconnessione magnetica nell'atmosfera della stella: a un certo punto il campo magnetico presente nell'atmosfera stellare a causa delle correnti convettive che trasportano l'energia termica in superficie si ridispone a un livello di energia più basso: l'energia in eccesso viene ceduta al plasma circostante, che viene scaldato e accelerato molto rapidamente. Il plasma emette quindi soprattutto nell'ultravioletto e perfino nella banda dei raggi X producendo il brillamento. La differenza fra i brillamenti che avvengono nel Sole e quelli che avvengono nelle variabili UV Ceti consiste nella dimensione: mentre i brillamenti solari interessano qualche migliaio di km di superficie, quelli che avvengono nelle variabili UV Ceti interessano importanti porzioni della superficie, forse fino a un quinto del totale. Ciò produce un innalzamento significativo della luminosità della stella.
Molte nane rosse nelle vicinanze del Sole sono stelle a brillamento. Alcuni esempi sono Proxima Centauri e Wolf 359.

#### Giganti e supergiganti
Le stelle giganti e supergiganti perdono grandi quantità di materia. In questo tipo di stelle, specie in quelle di grande massa, i fenomeni eruttivi sono molto comuni. Fra le stelle giganti e supergiganti eruttive possiamo distinguere le variabili di tipo Wolf–Rayet, le variabili S Doradus, le variabili Gamma Cassiopeiae e le variabili R Coronae Borealis.

##### Eruttive Wolf–Rayet
Le stelle di Wolf-Rayet sono stelle massicce (almeno 20 M☉ alla ZAMS) giunte a uno studio molto evoluto della loro esistenza, che presentano nei loro spettri linee molto forti dell'elio, dell'azoto, del carbonio e dell'ossigeno. Si pensa che esse siano astri che, a causa di intensissimi venti stellari, hanno espulso i loro strati più superficiali, ricchi di idrogeno, scoprendo strati ricchi dei prodotti del ciclo CNO e del processo tre alfa. I venti stellari provenienti dalle stelle di Wolf-Rayet sono molto rapidi (fra 1000 e 5000 km/s) e comportano ingenti perdite di massa da parte della stella, nell'ordine di una massa solare ogni 100.000 anni.
Le stelle di Wolf-Rayet vanno incontro a cambiamenti di luminosità con periodo irregolare e con ampiezza in media di 0,1 magnitudini. Essi sono probabilmente prodotti da irregolarità nel vento stellare dell'astro.

##### Variabili S Doradus

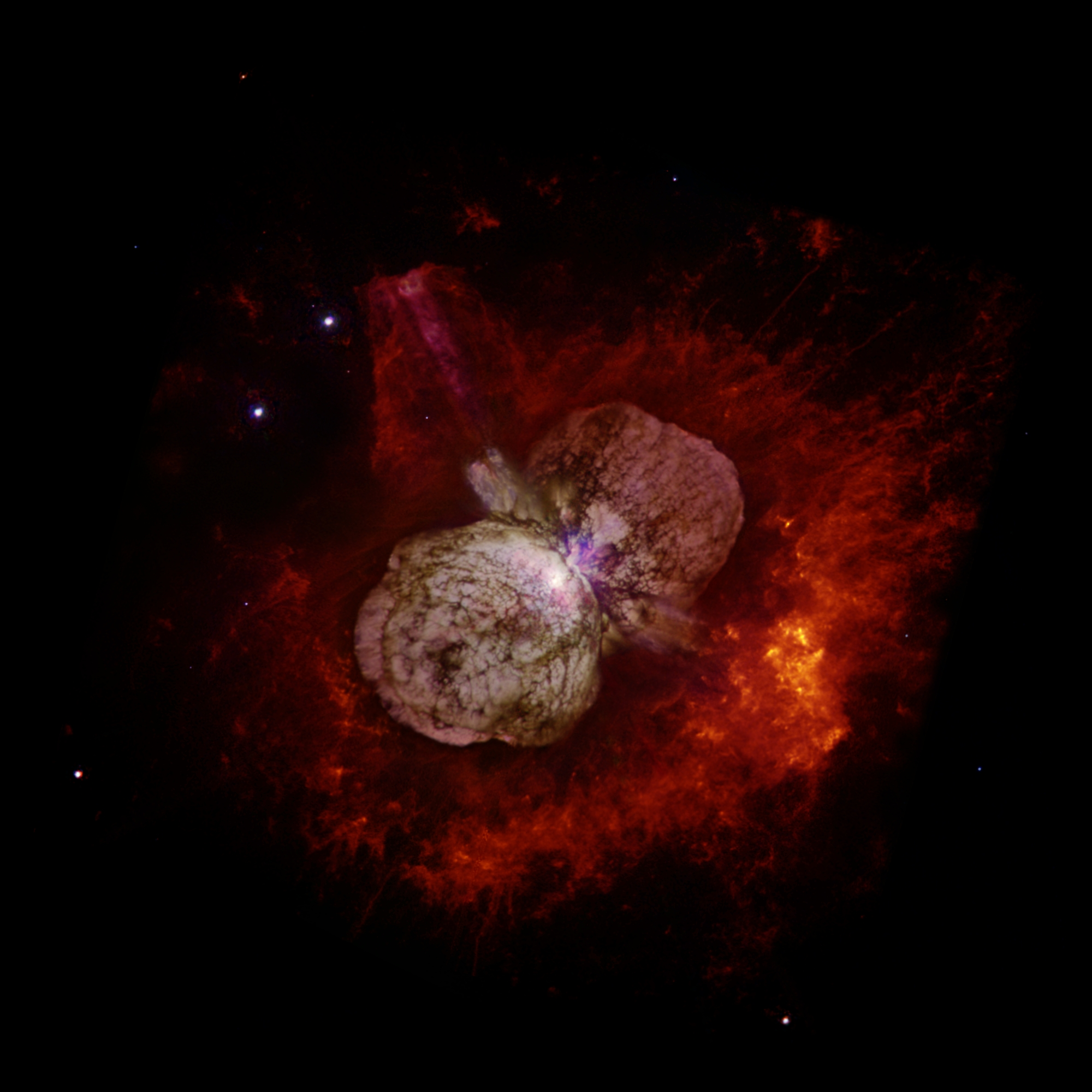
, una delle più note variabili S Doradus. La nebulosità bipolare visibile nella fotografia è stata originata da una delle esplosioni a cui la stella va periodicamente soggetta.

Chiamate anche "variabili LBV", acronimo dell'inglese luminous blue variable, variabile blu luminosa, sono stelle supergiganti o ipergiganti di classe O o B, centinaia di migliaia di volte, o addirittura milioni di volte, più luminose del Sole: molte delle stelle intrinsecamente più luminose conosciute sono variabili S Doradus. Si tratta di una fase dell'evoluzione delle stelle più massicce (>45 M☉); a causa della rarità delle stelle di massa così grande e del tempo astronomicamente piccolo che trascorrono nella fase di variabili LBV (circa un milione di anni), ne sono attualmente conosciute solo poche decine. Vanno incontro a piccole variazioni di luminosità in periodi misurabili in decine di giorni alternati ad eruzioni che comportano perdite di massa di qualche millesimo di M☉ e che si verificano in periodi nell'ordine di qualche decina di anni. Inoltre, in archi di tempo della durata di qualche secolo, le variabili LBV vanno soggette a gigantesche esplosioni che comportano ingenti perdite di massa (1 M☉ o più) e che causano un aumento di luminosità fino a 7 magnitudini. Sebbene i meccanismi che provocano le eruzioni non siano stati ancora ben compresi, essi sembrano legati a un eccesso di energia prodotta dalla stella, che la porta a superare talvolta il limite di Eddington. Esempi di variabili LBV sono η Carinae e P Cygni.

##### Variabili Gamma Cassiopeiae
Sono stelle di classe spettrale BIII-IVe che ruotano su se stesse molto rapidamente, fino alla velocità di 450 km/s all'equatore. La loro luminosità varia fino a 1,5 magnitudini in modo irregolare. La causa delle variazioni è da ricercarsi nell'alta velocità di rotazione dell'astro che riduce l'effetto della gravità all'equatore. La notevole radiazione proveniente dalla stella (in genere sono migliaia di volte più luminose del Sole), unita alla diminuita attrazione gravitazione, produce una perdita, in corrispondenza dell'equatore, di materiale che si dispone in un disco circumstellare e che causa la presenza di evidenti e sottili linee di assorbimento nello spettro della stella. Le variazioni sono collegate alla ciclica comparsa e scomparsa del disco circumstellare e alle variazioni a cui lo stesso va incontro.

##### Variabili R Coronae Borealis
Queste stelle sono chiamate anche novae inverse perché a intervalli irregolari esse diminuiscono la loro luminosità di 1 - 9 magnitudini (cioè da 2,5 a 4000 volte); esse poi ritornano lentamente alla loro luminosità abituale in periodi che vanno da giorni ad anni. A queste variazioni ne sono sovrapposte altre, di alcuni decimi di magnitudine e aventi periodi di 30-100 giorni, dovute a pulsazioni della stella. Si ritiene che le variazioni principali siano dovute alla formazione di nubi circumstellari di carbonio: le variabili R Coronae Borealis espellono notevoli quantità di carbonio che, quando raggiungono una distanza sufficiente dalla stella, si raffreddano abbastanza per condensarsi sotto forma di nubi che schermano parzialmente la luce dell'astro; in seguito la pressione di radiazione della luce e il vento stellare emesso dell'astro spazzano queste nubi permettendo nuovamente alla luce della stella di raggiungere la Terra, fino a che la formazione di nuove nubi determina un nuovo oscuramento della luce stellare.
Le variabili R Coronae Borealis sono solitamente supergiganti di classe F o G estremamente deficitarie di idrogeno e molto ricche di carbonio. La loro formazione non è ancora chiara, anche se è certo che non avvenga tramite gli usuali processi di formazione stellare. Una delle ipotesi avanzate è che esse siano il risultato della fusione di due nane bianche.

#### Stelle binarie eruttive

##### Variabili RS Canum Venaticorum
Sono stelle binarie strette caratterizzate da cromosfere attive e da un intenso magnetismo, che sono la causa della loro variazione di luminosità. Il periodo di variazione è, in generale, vicino al periodo del sistema binario. A volte a questo tipo di variazione si sovrappone un'ulteriore variazione dovuta al fatto che le due componenti si eclissano l'una con l'altra. La tipica fluttuazione di luminosità è 0,2 magnitudini.
Nelle stelle variabili RS Canum Venaticorum, una delle due componenti del sistema binario, quella più massiccia ed evoluta, di solito di classe spettrale G o K, è caratterizzata da un magnetismo molto intenso che comporta la comparsa di grandi macchie stellari, che possono arrivare a ricoprire il 50% della superficie della stella. La variabilità è determinata proprio dalle presenza di tali macchie in quanto, ruotando, la stella espone all'osservatore alternativamente la zona interessata dalle macchie e quella non interessata.
Questo tipo di variabili esibiscono una cromosfera attiva e sono note anche per emettere raggi X: queste emissioni sono state interpretate come collegate a corone molto calde. Inoltre si presume che le aree interessate dall'attività magnetica siano soggette a brillamenti energetici, che sono fonti di radiazione ultravioletta e raggi X.
L'imponente attività magnetica di queste variabili deve in qualche modo essere collegata alle interazioni con la compagna, visto che tutte le stelle di questo tipo si trovano in sistemi doppi. Tuttavia non è ancora chiaro l'esatto meccanismo che origina tale attività. Infatti, sebbene si tratti di binarie strette, tuttavia ognuna delle sue componenti si trova ben all'interno del suo lobo di Roche e quindi gli scambi di materia fra le due stelle sono trascurabili.

### Stelle variabili cataclismiche ed esplosive
Le variabili cataclismiche ed esplosive sono caratterizzate dall'innesco di reazioni termonucleari in consistenti parti della superficie o del nucleo della stella. Ciò libera in tempi brevi una grande quantità di energia. Alcuni dei più importanti sottogruppi di questo tipo di variabili sono i seguenti:
- Supernovae, prodotte dall'esplosione di una stella massiccia o di una nana bianca.
- Novae, prodotte dall'esplosione degli strati superficiali di una nana bianca.
- Novae nane, prodotte dall'instabilità di un disco di accrescimento, attorno a una nana bianca.
- Variabili Z Andromedae, sistemi binari costituiti da una gigante rossa e da una stella azzurra, che condividono lo stesso inviluppo di gas.

#### Supernovae

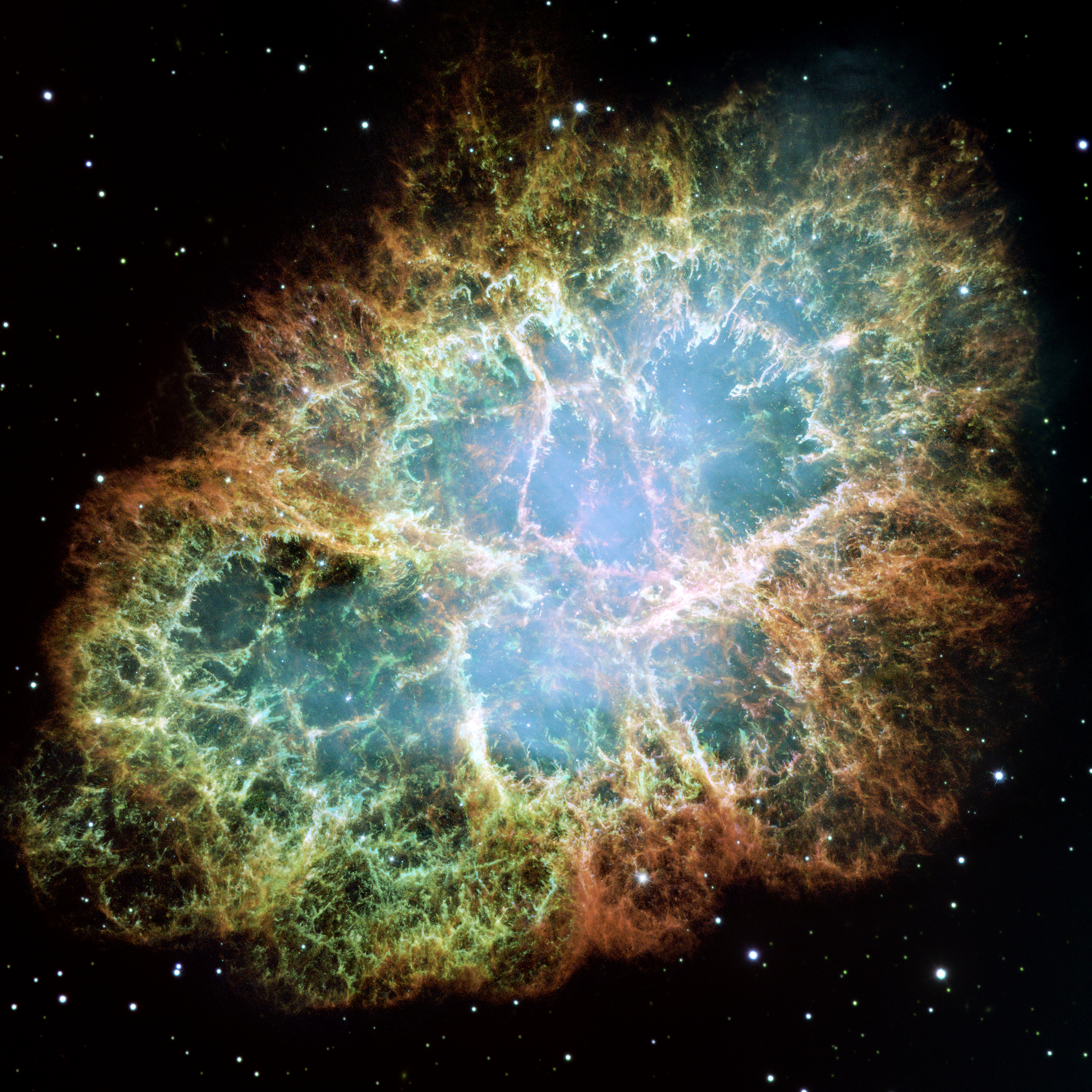
La nebulosa Granchio, uno dei più noti resti di supernova.

Le supernovae sono uno degli eventi più energetici dell'intero universo: in pochi secondi una supernova emette tanta energia quanto un'intera galassia, aumentando la propria luminosità fino a 20 magnitudini (100 milioni di volte la luminosità originaria) per poi diminuire lentamente nei mesi successivi all'evento.
Le supernovae si manifestano quando una nana bianca o il nucleo di una stella massiccia raggiungono il limite di Chandrasekhar, collassando. Il collasso libera una grande quantità di energia che fa esplodere l'astro: gli strati più esterni vengono scagliati nello spazio alla velocità di diverse migliaia di km/s e formano una nebulosa, chiamato resto di supernova, mentre il nucleo della stella o della nana bianca viene o compresso in una stella di neutroni oppure disintegrato completamente.
Le supernovae si distinguono fra loro per il tipo di oggetto che raggiunge il limite di Chandrasekhar. Quelle di tipo Ia sono di solito sistemi binari in cui una nana bianca riceve massa da una compagna evoluta fino al raggiungimento del limite di Chandrasekhar. Poiché tale limite è uguale per tutte le stelle, la luminosità assoluta di questo tipo di supernovae è pressoché costante e può essere utilizzata per la misurazione della distanza di altre galassie. Invece nelle supernovae di tipo II è una stella molte volte più massiccia del Sole ad esplodere: queste stelle sviluppano un nucleo di ferro che non può andare incontro ad ulteriori processi di fusione. Quando la massa di tale nucleo raggiunge il limite di Chandrasekhar, collassa, dando vita alla supernova. Le supernovae di tipo Ib e Ic sono invece prodotte dall'esplosione di una stella massiccia che ha perso il proprio involucro di idrogeno, come una stella di Wolf-Rayet.

#### Novae
Anche nelle novae avvengono esplosioni di grandi proporzioni, ma a differenza delle supernovae il risultato non è la distruzione della stella progenitrice. Esse si originano dall'accumulo di materiale sulla superficie di una nana bianca proveniente da una compagna stretta, solitamente una gigante o subgigante di classe spettrale K o M. Quando il gas accumulato raggiunge densità e temperatura critiche, si innescano reazioni di fusione che, a causa della condizione degenere in cui si trova il materiale, accelerano in modo esplosivo. L'esplosione converte in breve tempo una grande quantità di idrogeno in elementi più pesanti; l'energia liberata soffia via l'idrogeno rimanente dalla nana bianca, impennandone la brillantezza. La luminosità può aumentare di 8 - 15 magnitudini per poi ritornare a quella di partenza in periodi che vanno da giorni ad anni. Poiché dopo l'esplosione il materiale può ricominciare ad accumularsi sulla superficie della nana bianca, possono verificarsi esplosioni ricorrenti, fra loro intervallate da periodi che possono andare da decine di anni a millenni.
Le novae vengono suddivise in base al tempo che impiegano a diminuire la loro luminosità di 2 - 3 magnitudini dopo l'esplosione. Una nova veloce impiega meno di 25 giorni, mentre una nova lenta impiega più di 80 giorni.
Nel corso della storia sono state registrate molte novae visibili ad occhio nudo: la più luminosa è stata la CP Puppis, che nel 1942 ha raggiunto magnitudine -0,2.

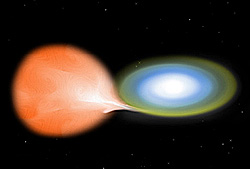
Rappresentazione artistica di una nana bianca che sottrae materiale a una sua compagna

#### Novae nane
Anche nelle novae nane una nana bianca riceve materiale da una compagna stretta, ma in questo caso la variabilità non è determinata dalla detonazione dello strato di idrogeno che si deposita sulla nana bianca, ma dall'instabilità del disco di accrescimento che si forma intorno alla nana bianca mano a mano che essa riceve materiale dalla sua compagna. In particolare, periodicamente il disco di accrescimento raggiunge temperature critiche tali da modificarne la viscosità e a causa di ciò collassa sulla superficie della nana bianca, con conseguente rilascio di energia potenziale gravitazionale e innalzamento della luminosità.
La luminosità delle novae nane è inferiore a quelle delle novae classiche di circa 5 magnitudini, mentre il loro periodo si misura in giorni o mesi. La luminosità delle esplosioni sembra essere collegata in modo inverso al loro periodo e ciò suggerisce che le novae nane possano essere usate come candele standard.
Le novae nane sono suddivisibili in tre sottotipi:
- Le variabili U Geminorum che presentano esplosioni che innalzano la loro luminosità di 2 - 6 magnitudini e che hanno una durata di uno o due giorni. Nei giorni seguenti il sistema ritorna alla sua luminosità usuale. Vengono chiamate anche variabili SS Cygni a partire dal loro prototipo alternativo, SS Cygni, che esibisce periodicamente gli eventi più brillanti di questo sottotipo di variabili[80].
- Le variabili SU Ursae Majoris sono caratterizzate da due tipi di esplosioni denominate normali e supermassimi. Le esplosioni normali sono simili a quelle che avvengono nelle variabili U Geminorum, mentre i supermassimi sono 2 magnitudini più luminosi, durano 5 volte di più e sono tre volte meno frequenti. Solitamente il periodo orbitale di questi sistemi è inferiore alle 2,5 ore[80].
- Le variabili Z Camelopardalis differiscono dalle variabili U Geminorum perché frequentemente dopo un'esplosione non ritornano alla loro luminosità originaria, ma esibiscono una luminosità a metà strada fra i massimi e i minimi. L'ampiezza delle variazioni è di 2 - 5 magnitudini, mentre i periodi sono di 10 - 40 giorni[80].

#### Variabili Z Andromedae
Si tratta di un gruppo molto disomogeneo di sistemi variabili simbiotici composti da una gigante rossa, che è spesso una variabile Mira, e da una stella più calda, che può essere una stella di sequenza principale, una nana bianca o una stella di neutroni. La gigante rossa perde massa a vantaggio dell'altra componente; parte del materiale perso dalla gigante forma in questi sistemi un inviluppo di gas e polveri che racchiude entrambe le componenti. Questo inviluppo, eccitato dalla radiazione proveniente dalla componente calda, è responsabile della presenza di linee di emissione nello spettro di queste variabili, che costituisce la loro caratteristica distintiva. Periodicamente vanno incontro a esplosioni simili a quelle delle novae classiche, che innalzano la luminosità di circa 4 magnitudini, seguite da oscillazioni quasi periodiche.

## Stelle variabili estrinseche
Le variabili estrinseche non presentano reali cambiamenti di luminosità. Tuttavia appaiono variabili, se viste dalla Terra, perché il quantitativo di radiazione che giunge non è costante nel tempo. Esse possono essere divise in due sottogruppi principali, sulla base dei due principali motivi per cui la stella appare estrinsecamente variabile:
- stelle variabili rotanti, la cui variabilità è dovuta alla rotazione della stella sul proprio asse e all'esposizione all'osservatore di diverse parti della superficie stellare nel corso del tempo.
- binarie a eclissi, ossia sistemi binari nei quali il piano orbitale delle due stelle si trova così ben allineato con la linea di vista dell'osservatore che le due componenti mostrano eclissi reciproche.

### Stelle rotanti su loro stesse
La variabilità di queste stelle è determinata dal moto di rotazione sul proprio asse. Se la superficie stellare è disomogenea per qualche motivo e quindi è più brillante in certe regioni rispetto ad altre, nel suo moto di rotazione la stella esporrà all'osservatore alternativamente le regioni più luminose e quelle meno luminose. Ciò determinerà una variazione apparente della sua luminosità. Le stelle variabili rotanti sono suddivisibili sulla base delle ragioni per cui la superficie stellare si presenta non omogenea:
- Variabili non sferiche, nelle quali la forma della superficie esposta all'osservatore muta con il moto della stella
- Variabili con macchie, nelle quali estese macchie stellari rendono disomogenea la superficie
- Variabili magnetiche, nelle quali il campo magnetico è disassato rispetto all'asse di rotazione

#### Variabili non sferiche

##### Stelle ellissoidali rotanti
Questo tipo di variabili sono sistemi composti da stelle molto vicine tra loro che, a causa delle loro reciproche forze mareali, assumono forme ellissoidali. Non sono binarie a eclisse, ma la loro la variabilità è dovuta alla diversità dell'area delle superfici stellari visibili rivolte verso un osservatore durante il movimento delle componenti nelle loro orbite. I picchi di luminosità avvengono quando la stella rivolge all'osservatore superfici con aree maggiori.

#### Macchie stellari
Le macchie stellari sono simili alle macchie solari. Se sono molto estese, coinvolgendo importanti porzioni della superficie stellare, la cromosfera della stella varia in luminosità al variare della regione esposta. La variazioni ammontano solitamente ad alcuni decimi di magnitudine. Si distinguono due sottotipi di variabili di questo tipo: le variabili FK Comae Berenices e le variabili BY Draconis.

##### Variabili FK Comae Berenices

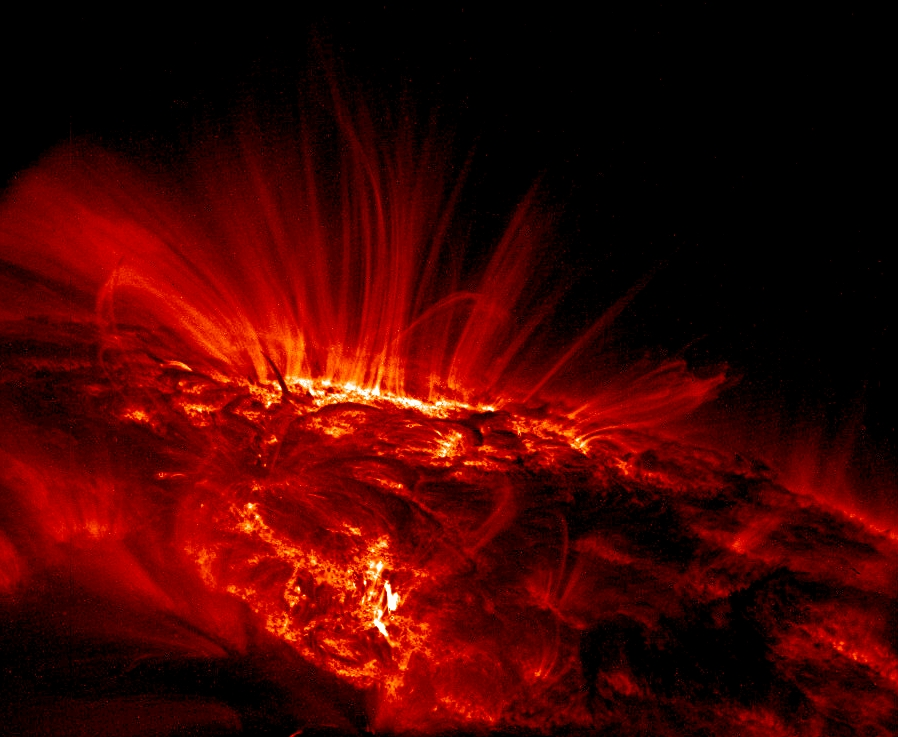
Primo piano di una macchia solare all'ultravioletto. Le macchie stellari sono all'origine della variabilità delle variabili con macchie.

Si tratta di giganti di tipo G o K in rapida rotazione (~100 km/s all'equatore) e quindi di forma ellissoidale. Presentano un'intensa attività cromosferica evidenziata dalle linee di emissione del calcio e talvolta dell'idrogeno. La loro variabilità è causata dalla presenza di una superficie irregolarmente brillante: di conseguenza il periodo di variazione è uguale a quello di rotazione della stella e può variare da qualche ora a qualche giorno, mentre l'ampiezza delle variazioni si aggira intorno a qualche decimo di magnitudine.
Poiché di solito le stelle giganti, aumentando di dimensione, diminuiscono la loro velocità di rotazione a causa della legge di conservazione del momento angolare, è necessario spiegare come mai questo tipo di giganti ruoti così velocemente: esse possono essere il risultato della fusione di due binarie a contatto oppure essere state, durante la loro fase di sequenza principale, stelle di tipo A ad altissima velocità di rotazione. Infine, se si trovano in sistemi binari stretti, la loro alta velocità può essere il risultato della sincronizzazione del periodo di rotazione con quello di rivoluzione.

##### Variabili BY Draconis
Le variabili BY Draconis sono stelle di sequenza principale appartenenti alle classi spettrali K e M che presentano una rilevante attività cromosferica e estese macchie stellari responsabili di una variazione di luminosità fino a 0,5 magnitudini. Il periodo di variazione, compreso fra qualche ora e qualche mese, è uguale a quello di rotazione della stella su se stessa. Alcune variabili BY Draconis esibiscono periodici brillamenti e quindi sono classificate anche come variabili UV Ceti

#### Variabili magnetiche
Queste stelle presentano intensi campi magnetici. L'asse di rotazione della stella non è allineato rispetto a quello del campo magnetico: di conseguenza il campo magnetico sembrerà avere valori differenti mentre la stella ruota su se stessa perché verranno esposte di volta in volta all'osservatore parti differenti di esso. Ciò produce un'apparente variazione di luminosità dell'astro. Le variabili magnetiche possono essere suddivise nelle variabili Alpha2 Canum Venaticorum, nelle variabili SX Arietis e nelle pulsar variabili ottiche. Non è chiaro tuttavia se le prime due classi siano effettivamente separate.

##### Variabili Alfa-2 Canum Venaticorum
Le variabili Alfa2 Canum Venaticorum (α2 CVn) sono stelle peculiari di sequenza principale di classe spettrale compresa fra B8p e A7p. Presentano forti campi magnetici e nei loro spettri linee marcate del silicio, dello stronzio e del cromo. La loro luminosità varia di 0,01 - 0,1 magnitudini in periodi di 0,5 - 160 giorni. Oltre alla luminosità varia il loro campo magnetico, così come l'intensità delle loro linee spettrali. Si pensa che il periodo di tutte queste variazioni sia identico al periodo di rotazione: infatti, la distribuzione dei metalli nell'atmosfera di queste stelle è irregolare a causa del loro intenso magnetismo, sicché la luminosità superficiale varia da un punto all'altro della superficie.

##### Variabili SX Arietis
Sono stelle dalle caratteristiche molto simili a quelle delle variabili α2 CVn ma caratterizzate da temperature superficiali più elevate. Sono stelle peculiari di classe spettrale B0p - B8p che esibiscono intensi campi magnetici e marcate linee dell'He I e del Si III. Variano di 0,1 magnitudini in periodi di circa un giorno. Poiché l'unica differenza fra di esse e le variabili α2 CVn consiste nella classe spettrale, non è chiaro se effettivamente sia necessario distinguere due classi e non piuttosto riunirle in una classe sola.

##### Pulsar variabili ottiche

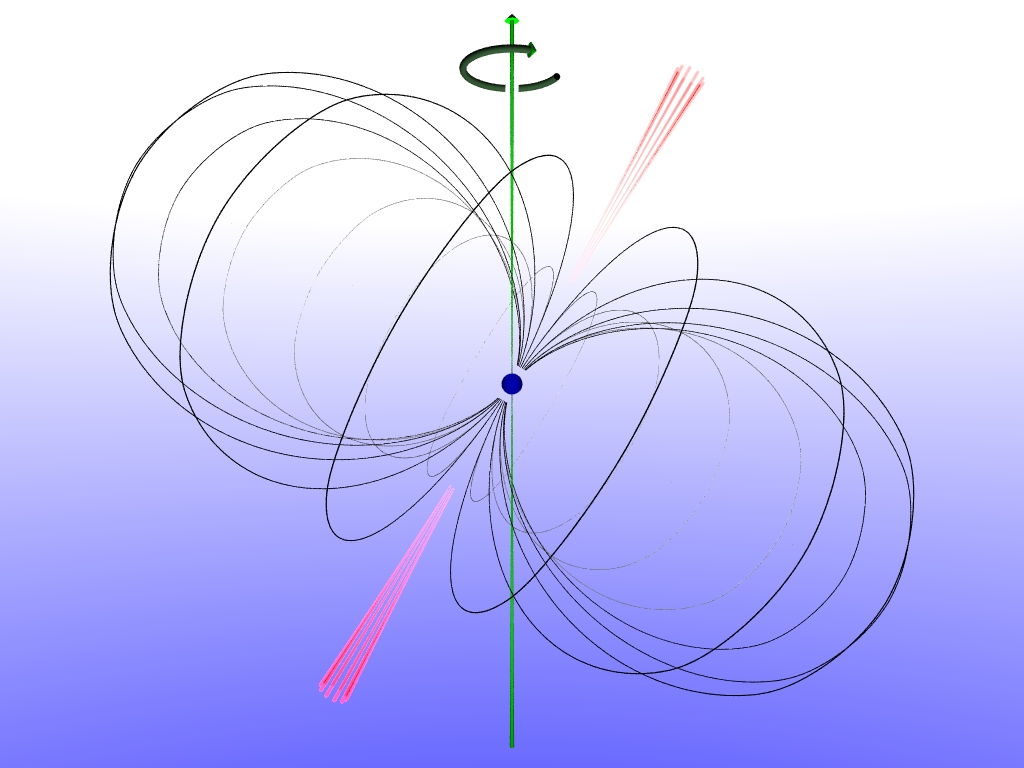
Schema di una pulsar. La sfera al centro rappresenta la stella di neutroni, le curve le linee del campo magnetico e i coni le zone di emissione. Si noti il non allineamento fra l'asse di rotazione e il campo magnetico.

Le pulsar sono stelle di neutroni che ruotano molto velocemente su se stesse e che possiedono un fortissimo campo magnetico non allineato con l'asse di rotazione. La radiazione elettromagnetica emessa dalla stella viene convogliata dal campo magnetico in coni ristretti che, a causa del non allineamento del campo, appaiono e scompaiono all'osservatore durante il movimento rotatorio dell'astro. Solitamente la radiazione emessa appartiene alla frequenza delle onde radio, ma alcune pulsar emettono anche nella banda del visibile: queste pulsar vengono definite pulsar variabili ottiche. I periodi sono molto brevi a causa dell'alta velocità di rotazione, fra i 4 ms e i 4 s. L'ampiezza della variazione nel visibile può arrivare a 0,8 magnitudini.

### Variabili per eclissi
Sono sistemi binari in cui le due componenti si eclissano a vicenda provocando un'apparente diminuzione di luminosità. Alcune di questi sistemi presentano due minimi, uno più importante quando la stella secondaria eclissa la primaria, l'altro meno accentuato quando è la primaria a eclissare la secondaria. Il minimo più marcato viene chiamato primario, l'altro secondario. Le variabili a eclissi vengono suddivise sulla base delle caratteristiche fisiche ed evolutive del sistema: tali caratteristiche sono all'origine di curve di luce differenti. I sottotipi principali sono le variabili Algol, le variabili Beta Lyrae e le variabili W Ursae Majoris. Infine, la strumentazione sempre più precisa a disposizione degli astronomi ha permesso di individuare anche eclissi determinate dalla presenza di un pianeta in orbita intorno a una stella.

#### Variabili Algol
Le variabili Algol (β Persei) presentano una luminosità costante intervallata da uno o due minimi. Il periodo che intercorre fra due minimi è molto regolare perché dipendente dal moto di rivoluzione del sistema: esso è di solito breve in quanto per eclissarsi le due componenti devono essere abbastanza vicine fra loro. Il periodo più corto conosciuto è di 2 ore e 48 minuti e appartiene alla stella HW Virginis. Il più lungo è di circa 9892 giorni (27 anni) ed è della stella ε Aurigae.
Le stelle componenti di un sistema binario tipo Algol hanno forma sferica o, al massimo, leggermente ellissoidale. Questa caratteristica le differenzia delle variabili Beta Lyrae e dalle variabili W Ursae Majoris, in cui le due componenti sono così vicine da essere fortemente deformate dagli effetti gravitazionali, e permette inoltre di distinguere distintamente nella curva di luce i momenti in cui le eclissi iniziano e terminano, dato che c'è una distinzione netta fra i minimi e il massimo, in cui la curva è costante nel tempo.
L'ampiezza della variazione di luminosità dipende dalla parzialità o totalità dell'eclissi e può andare da un centesimo di magnitudine a qualche magnitudine. La variazione più ampia conosciuta è di 3,4 magnitudini (V342 Aquilae). Le componenti dei sistemi tipo Algol possono avere un qualunque tipo spettrale, sebbene nella maggior parte dei casi esse sono di tipo B, A, F o G.

#### Variabili Beta Lyrae
Si tratta di sistemi generalmente composti da componenti massicce appartenenti alle classi spettrali B o A, spesso in avanzato stato evolutivo, molto vicine fra loro. La reciproca forza di attrazione distorce marcatamente la forma delle due stelle che diventa accentuatamente ellissoidale; inoltre esiste uno scambio di materiale fra le due componenti. A causa della vicinanza e dello scambio di gas la luminosità cambia continuamente nel tempo, sicché è difficile distinguere l'inizio e la fine delle eclissi. Solitamente l'ampiezza delle variazioni è inferiore alle 2 magnitudini. I periodi fra i minimi coincidono con quelli del moto di rivoluzione e sono molto brevi, data la vicinanza delle due componenti: solitamente qualche giorno.
Alcuni di questi sistemi presentano eruzioni improvvise dovute all'instabilità del disco di accrescimento, sicché è spesso difficile distinguerli dalle variabili Z Andromedae.

#### Variabili W Ursae Majoris
Si tratta di binarie a contatto, cioè di stella binarie talmente vicine che le loro superfici si toccano. La loro vicinanza causa importanti scambi di materiale fra le due componenti che arrivano a condividere la stessa atmosfera e quindi ad avere temperature superficiali uguali. La loro forma è molto distorta dall'attrazione reciproca e marcatamente ellissoidale. Si pensa che le variabili W Ursae Majoris si formino da binarie distaccate che si avvicinano le une alle altre a causa di perdite nel loro momento angolare.
Esse presentano periodi di variazioni molto brevi, fra 6 ore e un giorno, dovuti alla vicinanza delle due componenti. Inoltre la curva di luce è molto arrotondata, con variazioni continue nel tempo, rendendo impossibile stabilire l'inizio e la fine delle eclissi. I minimi hanno quasi uguale profondità, rendendo a volte difficile anche distinguere il minimo principale da quello secondario: ciò è dovuto al fatto che la temperatura superficiale delle due componenti è la stessa, anche se le masse sono differenti. Le variazioni di luminosità sono attestate fra 0,1 e 1 magnitudini.

#### Transiti planetari

Transito di un pianeta sulla sua stella. In basso il grafico della curva di luce.

Le stelle possono essere eclissate, oltre che da altre stelle, anche da eventuali pianeti che orbitano intorno ad esse. Poiché un pianeta è molto più piccolo di una stella, esso produce variazioni di luminosità più contenute, al massimo nell'ordine di qualche millesimo di magnitudine. Per la rilevazione di queste eclissi sono quindi richieste strumentazioni molto precise. Un ulteriore problema consiste nella difficoltà con la quale è possibile distinguere le variazioni di luminosità determinate dalla presenza di un pianeta da quelle determinate dalla presenza di macchie o dalla presenza di eclissi parziali di un'altra stella. I telescopi spaziali COROT e Kepler hanno l'obiettivo di scoprire nuovi pianeti mediante le eclissi da essi causate.